# 쓰다 산조

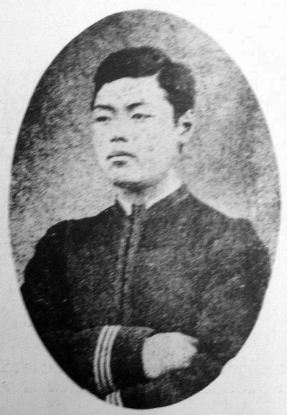
쓰다 산조

쓰다 산조(일본어: 津田三蔵, 1855년 2월 15일 ~ 1891년 9월 29일)는 일본의 군인, 경찰관이다. 1891년 5월11일 러시아 제국의 황태자 니콜라이를 암살하려던 오쓰 사건을 일으킨 자로 유명하다. 
쓰다 산조는 체포된 뒤 황태자가 천황을 예방하지 않고, 유람만 즐기는 것에 분노해 범행했다고 자백했다. 외교관인 서현섭이 쓴 《일본은 있다》(고려원,1999)에 따르면, 니콜라이 황태자를 칼로 공격하였으며 다행히 미수에 그쳤다고 한다. 살인미수죄로 무기징역을 선고했고, 복역 중 그 해 9월 옥사했다.

## 같이 보기
- 쓰다씨 - 쓰번 도도씨의 번의 집안으로 쓰 번주에 사관하였다. 녹봉은 130석.
- 오쓰 사건
- 니콜라이 2세
- 하타케야마 유코
- 고지마 이켄